# Ayumi hamasaki countdown live 2000-2001 A
『ayumi hamasaki countdown live 2000-2001 A』（アユミ・ハマサキ・カウントダウン・ライブ・2000-2001・エー）は、日本の歌手・浜崎あゆみが行ったカウントダウンライブであり、2001年6月20日発売のVHS及びDVDである。なお、タイトルにある「A」はロゴ表記。

## 解説
2000年12月30日、31日に国立代々木競技場第一体育館にて行われた自身初のカウントダウンライブ。
元々は、アルバム収録曲を早く披露したいとの浜崎自身の要望から開催が決定した。
21世紀を迎えて最初に披露されたのは、当時未発表の新曲「evolution」だった。この曲は、翌2001年の第1弾シングルとして発売された。
マルチアングル機能を搭載しており、「Trauma」の観客側から見た別アングルが堪能できる。

## 曲目
1. starting over
2. Duty
3. Fly high
4. vogue
5. teddy bear
6. A Song for ××
7. End of the World
8. SURREAL
9. Boys & Girls
10. evolution
11. AUDIENCE
12. Trauma
13. Key 〜eternal tie ver〜

- encore -
1. SEASONS
2. ℳ
3. girlish